# Viksai
Re Viksai, il cui nome regale fu Samdach Brhat Chao Vijaya Raja Sri Sadhana Kanayudha (Vientiane, ... – Vientiane, 1638), è stato il ventottesimo sovrano del Regno di Lan Xang, la cui capitale era Vientiane, nell'odierno Laos centrale.
Fu proclamato re dopo la morte del predecessore, il fratello maggiore Ton Kham, in un periodo in cui le lotte interne tra le fazioni della nobiltà stavano turbando la stabilità del regno.
Le cronache che lo menzionano provengono dagli antichi annali di Lan Xang, di Lanna, di Ayutthaya e di Birmania, che differiscono tra loro. Gli annali di Lan Xang furono tradotti in altre lingue ed interpretati in diversi modi, dando luogo a controversie sull'attendibilità dei riferimenti storici. La principale tra le critiche che determinarono il cambiamento del testo originale, fu dettata dalla convinzione che molti degli avvenimenti storici fossero stati omessi o distorti nell'edizione originale a maggior gloria del regno. Gli avvenimenti e le date relative alla vita di Viksai non sono quindi pienamente attendibili.

## Biografia
Viksai era il secondogenito del sovrano Mom Keo, che aveva regnato dal 1627 al 1633. Fu proclamato re nel 1637, alla morte del fratello e predecessore Ton Kham. Il nuovo sovrano ebbe due figli, i principi Bu e Soi, che furono confinati rispettivamente a Muang Xieng-Khan e a Sapuluan quando nel 1638 salì al trono il cugino Surigna Vongsa, figlio di Ton Kham.
Anche durante il breve regno di Viksai gravi furono i conflitti tra i più importanti clan nobiliari della corte di Vientiane, ognuno dei quali tramava per usurpare il trono allargando la cerchia dei propri alleati e formando una propria milizia. In quel periodo il regno si indebolì e la popolazione risentì pesantemente della situazione. Molti degli abitanti avevano abbandonato l'impoverita capitale e si erano trasferiti sulla sponda opposta del Mekong già durante il regno del padre. I suoi stessi figli entrarono in competizione tra loro e con i cugini per assicurarsi la supremazia e l'eventuale diritto a salire sul trono.
Nel periodo in cui fu re non si registrarono altri eventi di grande rilievo. Viksai morì nel 1638 e gli succedette sul trono il nipote Surigna Vongsa, che avrebbe domato le lotte interne alla nobiltà ed ai rami della casa reale. Avrebbe regnato fino al 1690 portando Lan Xang al massimo splendore. Dopo la morte di Surigna, sarebbero riesplose le lotte intestine che avrebbero causato il frazionamento del regno nel 1707. Questi conflitti videro prevalere i discendenti di Ton Kham, che in lotta tra loro sarebbero divenuti i primi sovrani dei Regni di Luang Prabang, di Vientiane e di Champasak.
La linea dinastica di Viksai si estinse con il nipote Nan Tharat, l'unico dei suoi discendenti che salì al trono. Nan Tharat sarebbe morto senza eredi nel 1698 dopo 3 anni di regno.

## Genealogia
Viksai ebbe due figli:
- Il principe Puya, detto anche Bu, si rifugiò a Xieng-Khan quando Surigna Vongsa salì al trono nel 1638. In seguito prese i voti monacali e morì a Nakhon Phanom. Ebbe un figlio:
  - Il principe Chao Phya Nandaratta Sri Sadhana Kanayudha, che sarebbe diventato re di Lan Xang nel 1695 con il nome regale Nan Tharat
- Il principe Jaya, detto anche Soi, si rifugiò a Sapuluang quando Surigna Vongsa salì al trono nel 1638.